# Machairasaurus leptonychus
Il macairasauro (Machairasaurus leptonychus) è un dinosauro saurischio appartenente agli oviraptorosauri. Visse nel Cretaceo superiore (Campaniano, circa 75 milioni di anni fa) e i suoi resti fossili sono stati in Mongolia Interna (Cina).

## Classificazione
Di questo dinosauro si conoscono alcuni fossili incompleti, tra i quali varie ossa della mano (con tanto di artigli), frammenti degli arti posteriori, costole, vertebre caudali e ossa della coda (chevron). I resti provengono da due esemplari, scoperti nel 1988 e nel 1990 ma descritti solo nel 2010 (Longrich et al.). Machairasaurus era un dinosauro teropode appartenente agli oviraptoridi, un gruppo di dinosauri dalla corporatura snella e di cui non si conosce con certezza la dieta. Le zampe anteriori di questo animale erano dotate di lunghi artigli sottili a forma di lama (da qui il nome Machairasaurus leptonychus, "lucertola-spada dalle unghie sottili"). Secondo lo studio che ha descritto l'animale, Machairasaurus era strettamente imparentato con il gruppo degli "ingeniini", oviraptoridi privi di cresta e dal cranio tondeggiante; doveva essere più evoluto (derivato) di Khaan e Conchoraptor, ma più primitivo (basale) rispetto a Heyuannia e "Ingenia".